# Мур, Джон (архиепископ)
Джон Мур (англ. John Moore; Глостер, крещён 13 января 1730 — Лондон, 18 января 1805) — 88-й архиепископ Кентерберийский (1783—1805).

## Биография
Сын скотовода и мясника Джорджа Мура и Мэри Мур (урожд. Кук), крещён 13 января 1730 года в глостерской церкви Св. Михаила. Учился в бесплатной грамматической школе при церкви Сейнт-Мэри де Крипт в Глостере, в 1745 году поступил в колледж Пемброук Оксфордского университета, в 1748 году получил степень бакалавра искусств, в 1751 — степень магистра.
Приняв священство, Мур стал наставником сыновей третьего герцога Мальборо Чарльза Спенсера — Чарльза и Роберта. В 1758 году герцог Мальборо умер, оставив учителю детей в наследство 400 фунтов годового дохода.
В 1761 году Мур получил пятое место пребендария в Даремском соборе, в 1763 — место первого пребендария колледжа Крайст-Чёрч. В 1763 году получил степени бакалавра богословия и доктора богословия, в 1769 году был назначен ректором церкви в Райтоне (графство Дарем) .
В 1771 году Мур стал деканом Кентербери вследствие прямого обращения четвёртого герцога Мальборо Джорджа Спенсера к королю, 12 февраля 1775 года рукоположён в епископа Бангорского, а 10 мая 1783 года интронизирован на Кентерберийской кафедре.

### Архиепископ Кентерберийский
В период своего архиепископата Джон Мур категорически выступал против отмены Акта о присяге и в 1787 году организовал в Лондоне собрание епископов для согласования действий в парламенте в этом направлении. В 1789 году он выступил в Палате лордов против Акта о терпимости, предложенного графом Стэнхоупом, но затем поддержал Акт помощи католикам 1791 года, хотя последовавший якобинский переворот в ходе Великой французской революции заставил архиепископа усомниться в своевременности мер, снижающих влияние англиканского духовенства. Точно так же, первоначально поддержав кампанию против работорговли, в 1792 году Мур изменил свою позицию, разочаровав этим шагом Уильяма Уилберфорса.
На период архиепископата Мура приходится возникновение в США Епископальной церкви (ныне имеет статус одной из провинций Англиканского сообщества). В 1784 году архиепископ не счёл возможным рукоположить в американского епископа Сэмюела Сибери, но в 1787 году он рукоположил Уильяма Уайта и Сэмюела Провуста, избранных Филадельфийской конвенцией американской Епископальной церкви, соответственно на Филадельфийскую и Нью-Йоркскую кафедры. В том же 1787 году Мур после обстоятельных консультаций с заинтересованными сторонами рукоположил первого англиканского епископа в Канаде Чарльза Инглиса на кафедру Новой Шотландии.
Мур являлся президентом Общества распространения Евангелия и Корпорации сыновей духовенства. Тяжёлой зимой 1799—1800 года архиепископ организовал общенациональный сбор средств для облегчения участи бедных. Будучи в большей степени администратором, чем богословом, опубликовал в течение жизни только три проповеди.
Умер 18 января 1805 года в Ламбетском дворце, похоронен 25 января в часовне Ламбетского дворца.

### Семья
У Мура был короткий брак с сестрой сэра Джеймса Райта, британского посла в Венецианской республике в 1766—1773 годах. После её смерти он в 1770 году женился на Кэтрин, дочери сэра Роберта Идена, третьего баронета, из Уэст Окленда (графство Дарем). Две дочери умерли от чахотки в последние годы жизни своего отца, двое из четырёх сыновей избрали церковное поприще.